# Приказчиков, Алексей Лукич
Алексей Лукич Приказчиков (1917—1943) — советский военный лётчик, лётчик-ас, участник Великой Отечественной войны. Герой Советского Союза (1943). Гвардии майор.

## Биография
Алексей Лукич Приказчиков родился 28 февраля 1917 года в деревне Чёрная Грязь Малоярославецкого уезда Калужской губернии (ныне деревня Жуковского района Калужской области) в семье служащего. Русский. По окончании семи классов школы уехал в Москву, где поступил в школу фабрично-заводского ученичества. Получив специальность токаря, работал на Московском авиационном заводе № 1 имени Авиахима. В 1935 году по путёвке Московского комитета комсомола А. Л. Приказчиков поступил в Одесскую военную авиационную школу пилотов. После завершения программы обучения был оставлен в школе лётчиком-инструктором. В строевых частях Красного Воздушного флота А. Л. Приказчиков с 1939 года. Служил в 8-м истребительном авиационном полку в Забайкальском военном округе. Перед войной занимал должность заместителя командира эскадрильи.
В боях с немецко-фашистскими войсками старший лейтенант А. Л. Приказчиков с 13 июля 1941 года на Западном фронте. Воевал на истребителе И-16. Боевое крещение принял в Смоленском сражении. 26 июля 1941 года Алексей Лукич одержал свою первую победу, сбив в групповом воздушном бою немецкий истребитель «Мессершмитт-110». Во время Ельнинской операции 8-й истребительный авиационный полк 38-й истребительной авиационной дивизии ВВС Западного фронта понёс большие потери и был выведен на переформирование в Приволжский военный округ. В сентябре 1941 года А. Л. Приказчиков прошёл переподготовку на истребителе «Як-1».
С 19 сентября 1941 года старший лейтенант А. Л. Приказчиков на Южном фронте. Его полк в составе 65-й истребительной авиационной дивизии (с 23 сентября — 5-я резервная авиационная группа) ВВС Южного фронта участвовал в оборонительных и наступательных боях в Донбассе. Алексей Лукич принимал участие в разгроме 1-й танковой армии вермахта, совершив в ходе Ростовской операции 28 успешных боевых вылетов на штурмовку немецких войск и прикрытие своих штурмовиков и бомбардировщиков. В этот период он провёл 5 воздушных боёв, в которых сбил 3 самолёта противника лично. Всего к марту 1942 года старший лейтенант А. Л. Приказчиков совершил 211 боевых вылетов, провёл 50 воздушных боёв, в которых сбил 5 самолётов противника лично и ещё 10 в составе группы, произвёл 108 штурмовок скоплений немецких войск и вражеской военной инфраструктуры, в ходе которых уничтожил более 100 автомашин и 20 повозок с войсками и грузами, 3 танка, 3 зенитные точки, 2 самолёта на аэродромах и более 500 солдат и офицеров вермахта. За успешные действия в Ростовской и Барвенково-Лозовской операциях Алексей Лукич был награждён орденами Ленина и Красного Знамени.
В мае 1942 года на Южном фронте была образована 4-я воздушная армия, и 8-й истребительный авиационный полк был включён в состав её 229-й истребительной авиационной дивизии. Май 1942 года принёс Алексею Лукичу новые победы. 18 мая в воздушном бою он первым в полку сбил немецкий истребитель новой модификации — «Мессершмитт-109F», опровергнув слухи о превосходстве вражеской машины над советскими «Яками». В конце мая А. Л. Приказчиков участвовал в штурмовке немецкого аэродрома, в результате которой на земле было уничтожено 30 вражеских самолётов и ещё 6 были сбиты на взлёте.
В июле 1942 года после поражения Красной Армии под Харьковом Южный фронт был расформирован, а его войска, в том числе и 4-я воздушная армия, переданы Северо-Кавказскому фронту (с 1 сентября 1942 года в составе Северной группы войск Закавказского фронта). С августа 1942 года гвардии старший лейтенант А. Л. Приказчиков сражался в Битве за Кавказ. 13 августа 1943 года 8-й истребительный авиационный полк был брошен на штурмовку наземных войск противника, наступавших на Моздок. Успешные действия лётчиков полка, в том числе и гвардии старшего лейтенанта А. Л. Приказчикова, позволили наземным войскам произвести перегруппировку и занять выгодные оборонительные рубежи на реке Терек. В сентябре 1942 года материальная часть полка была сдана в ремонтные мастерские, а его лётный состав направлен для боевой учёбы в 6-й отдельный учебно-тренировочный полк, где находился до декабря 1942 года. В октябре 1942 года Алексей Лукич был произведён в капитаны и был назначен на должность командира 1-й эскадрильи.
В декабре 1942 года 8-й истребительный авиационный полк вернулся в состав действующей армии и зимой 1942—1943 годов действовал в составе 230-й штурмовой и 216-й смешанной авиационных дивизий, совершая боевые вылеты на сопровождение своих штурмовиков и бомбардировщиков, прикрытие наземных войск, воздушную разведку и штурмовку войск противника. За успешные действия в ходе Северо-Кавказской наступательной операции, освобождение городов Георгиевск, Минеральные Воды, Пятигорск и Кисловодск 8 февраля 1943 года приказом НКО СССР № 64 8-й истребительный авиационный полк был преобразован в 42-й гвардейский. Всего к марту 1943 года гвардии капитан А. Л. Приказчиков совершил 277 боевых вылетов, в том числе на разведку — 40, на сопровождение штурмовиков и бомбардировщиков — 126, на прикрытие наземных войск −47, на перехват самолётов противника — 10, на патрулирование — 54. Провёл 43 воздушных боя, в которых сбил 6 самолётов противника лично и ещё 12 в составе группы. В результате 109 проведённых штурмовок уничтожил 4 танка, 97 автомашин с войсками и грузами, 29 повозок с военным имуществом, 2 бензоцистерны, 8 зенитных точек, 5 самолётов на земле. Его эскадрилья произвела 1881 боевой вылет, в том числе на разведку — 346, на сопровождение штурмовиков и бомбардировщиков — 745, на прикрытие наземных войск и патрулирование — 677, на перехват самолётов противника — 113. В 264 воздушных боях лётчики эскадрильи Приказчикова сбили 72 самолёта противника. В результате 534 штурмовок ими было уничтожено 8 самолётов на земле, 16 танков, 617 автомашин с войсками и грузами, 6 бензоцистерн, 24 зенитные точки, 94 повозки с имуществом, свыше 2900 солдат и офицеров вермахта. 3 марта 1943 года командир 42-го гвардейского истребительного авиационного полка гвардии майор Г. К. Гарбарец представил гвардии капитана А. Л. Приказчикова к званию Героя Советского Союза. Указ Президиума Верховного Совета СССР был подписан 1 мая 1943 года.
С апреля 1943 года в небе над Кубанью развернулась ожесточённая битва за превосходство в воздухе. В воздушных сражениях на Кубани гвардии капитан А. Л. Приказчиков действовал умело и решительно, нередко вступая в бой со значительно превосходящими силами противника. Так, 15 апреля 1943 года четвёрка «Як-1» под командованием Приказчикова вступила в бой с 12 немецкими бомбардировщиками Ю-88. Несмотря на сгущающиеся сумерки, лётчики сбили 4 вражеских бомбардировщика, вынудив остальные бесцельно сбросить бомбовую нагрузку и бежать с поля боя. 8 мая 1943 года группа из восьми «Яков» под командованием гвардии капитана А. Л. Приказчикова атаковала группу из 30 вражеских штурмовиков Не-111, следовавших под прикрытием 12 истребителей Ме-109. В ожесточённом бою советские лётчики сбили и повредили 16 немецких самолётов, потеряв только один «Як». В боях в небе Кубани Алексей Лукич записал на свой личный счёт как минимум два вражеских «Юнкерса». В сентябре 1943 года ему было присвоено звание гвардии майора.
В начале сентября 1943 года 42-й гвардейский истребительный авиационный полк был передан в состав 229-й истребительной авиационной дивизии и включился в Новороссийско-Таманскую операцию. 25 сентября 1943 года командир полка поставил перед эскадрильей гвардии майора А. Л. Приказчикова задачу произвести воздушную разведку Голубой линии на участке Темрюк — Голубицкая с целью обнаружения замаскированных немецких танков. Задание было исключительно важным, и Алексей Лукич решил лично повести четвёрку «Яков» на выполнение поставленной боевой задачи. При ведении разведки в районе Темрюка пара истребителей прикрытия была отвлечена сильным зенитным огнём противника и отдалилась от пары гвардии майора А. Л. Приказчикова и гвардии младшего лейтенанта А. С. Гусака, которые вели разведку. Занятые визуальным осмотром земли, лётчики-разведчики не заметили атаку немецких истребителей. Самолёт А. С. Гусака врезался в землю на окраине Темрюка, а «Як-1» А. Л. Приказчикова упал в Курчанский лиман. Утром 27 сентября 1943 года Темрюк был освобождён советскими войсками. Тела лётчиков были обнаружены и захоронены в братской могиле советских воинов, погибших при освобождении города.

## Список известных личных побед А. Л. Приказчикова
А. Л. Приказчиков одержал в воздушных боях 8 личных и 12 групповых побед. Ниже в таблице приведён список личных побед :
| № | Дата       | Тип сбитого самолёта | Место воздушного боя |
| - | ---------- | -------------------- | -------------------- |
| 1 | 08.11.1941 | Хеншель Hs 126       | Платоновка           |
| 2 | 11.11.1941 | Мессершмитт Bf.109   | Ровеньки             |
| 3 | 22.11.1941 | Мессершмитт Bf.109   | Таврический          |
| 4 | 23.02.1942 | Мессершмитт Bf.109   | Долгенькая           |
| 5 | 18.05.1942 | Мессершмитт Bf.109   | Славянск             |
| 6 | 17.08.1942 | Мессершмитт Bf.109   | Баксанёнок           |
| 7 | 12.04.1943 | Юнкерс Ju 88         | Кропоткин            |
| 8 | 30.05.1943 | Юнкерс Ju 88         | Крымская             |

## Награды
- Медаль «Золотая Звезда» (01.05.1943);
- два ордена Ленина (25.05.1942; 01.05.1943);
- орден Красного Знамени[5] (23.12.1941).

## Память
- Бюст Героя Советского Союза А. Л. Приказчикова установлен на воинском кладбище в городе Темрюк.
- Бюст Героя Советского Союза А. Л. Приказчикова установлен на аллее Славы в городе Жуков Калужской области.
- Мемориальная доска в честь Героя Советского Союза А. Л. Приказчикова установлена на фасаде дома культуры в посёлке Восход Жуковского района Калужской области.[6]

## Оценки и мнения
Чем ближе узнавал я его, тем больше он нравился мне. Он обладал трезвым характером, был прям в суждениях и неподкупно честен, беспредельно любил свою профессию и обладал отличным мастерством— Г. Р. Павлов, однополчанин. Из книги: «Герои кубанского неба».

До последних своих дней я свято буду чтить светлую память превосходного лётчика-истребителя Героя Советского Союза Алексея Лукича Приказчикова, который щедро делился со мной богатым опытом стремительных и метких воздушных атак. Алексей Лукич погиб над «Голубой линией». У могилы товарища мы поклялись жестоко отомстить гитлеровцам за смерть Алёши, и в первом же бою с «мессерами», завязавшемся после похорон Алексея Приказчикова, его однополчане уничтожили несколько вражеских самолетов.— В. В. Исаев, однополчанин. Из книги: «За чистое небо».

## Документы
- Общедоступный электронный банк документов «Подвиг Народа в Великой Отечественной войне 1941—1945 гг.» Дата обращения: 27 марта 2013. Архивировано из оригинала 13 марта 2012 года.

Представление к званию Героя Советского Союза и указ ПВС СССР о присвоении звания. Дата обращения: 27 марта 2013. Архивировано 9 апреля 2013 года.
Орден Ленина (наградной лист и приказ о награждении от 25 мая 1942 года). Дата обращения: 27 марта 2013. Архивировано 9 апреля 2013 года.
Орден Красного Знамени (наградной лист и приказ о награждении). Дата обращения: 27 марта 2013. Архивировано 9 апреля 2013 года.
- Обобщенный банк данных «Мемориал». Дата обращения: 27 марта 2013. Архивировано из оригинала 10 мая 2012 года.

ЦАМО, ф. 33, оп. 746923, д. 70.
Информация из списка захоронения 23-873.
Учётная карточка захоронения 23-873.
Схема захоронения 23-873.